# QAM (télévision)
Pour les articles homonymes, voir Qam.
QAM est synonyme de modulation d'amplitude en quadrature, le format numérique des chaînes par câble est codé et transmis par l'intermédiaire des fournisseurs d'accès par câble. QAM est utilisé dans une variété de systèmes de communication tels que les modems Dial-up et WiFi. Dans les systèmes de câble, un tuner QAM est lié au câble de la même manière qu'un tuner ATSC qui est nécessaire pour recevoir la télévision analogique (TAT) des chaînes numériques diffusées par les stations de télévision locales lorsqu'il est relié à une antenne. La plupart des nouveaux téléviseurs hd et numériques, s'appuient sur ces deux normes. QAM utilise les mêmes 6 MHz de largeur de bande qu'ATSC, à l'aide d'un standard connu comme l'UIT-T Recommandation J. 83 Annexe B ("J. 83b"),.

## Détails techniques
QAM est un format de modulation mais ne spécifie pas le format des données numériques. Toutefois, lorsqu'il est utilisé dans le cadre de l'US digital cable télévision par câble, le format des données transmises à l'aide de cette modulation est basé sur l'UIT-T J. 83 Annexe B ("J. 83b"). Ceci est en contraste avec DVB-C qui est également basée sur la modulation de type QAM, mais utilise un DVB en fonction du format de données qui est incompatible avec les récepteurs d'Amérique du Nord.
QAM est un format de transmission parallèle qui transmet les deux signaux indépendants à un taux de symbole proche, mais différent de 6 MHz. la modulation VSB, d'autre part, est une autre forme de modulation qui transmet indépendant un signal à un taux de symbole qui est proche, mais inférieur à deux fois la bande passante de 6 MHz. Les deux peuvent être liées par le fait qu'un signal VSB peut être montré pour être une forme de décalage de modulation de type QAM où l'un des 2 signaux indépendants est retardé par 1/2 un symbole de la durée. Le 8-VSB la modulation du système ATSC correspond au 64-QAM modulation de J. 83b. Dans un 6 MHz canal, le débit de données est à plus de 36 Mbit/s (64-QAM ou 8-VSB); 8-VSB ATSC permet d'atteindre un débit de données de 19.3926 Mbit/s, tandis que l'64-QAM J. 83b permet d'atteindre un débit de données de 26.970 Mbit/s. Bien que les deux systèmes utilisent simultanément le codage treillis/RS , les différences dans les taux de symbole et de la FEC de la redondance en compte les différences dans les taux. En outre, J. 83b définit un populaire 256-QAM mode qui permet d'atteindre un débit de 38,8 Mbit/s.
De nombreux fournisseurs de câble ne fournissent peu ou pas de détails chiffrés sur les canaux QAM. Il est également fréquent que les fournisseurs de câble  falsifient pour qu'une set-top-box à partir de la compagnie de câble soit nécessaire pour regarder tous les câbles numériques de chaînes, dont les chaînes non cryptées, même si les canaux QAM peuvent être distribués par l'intermédiaire de leur système. Les canaux QAM peuvent se déplacer sans notification et certains canaux peuvent avoir d'étranges schémas de numérotation.

## QAM tuners
Dans le système de vidéo numérique d'Amérique du Nord, un tuner QAM est un appareil présent dans certains téléviseurs numériques et les dispositifs similaires qui permet la réception directe de câble numérique des canaux sans l'utilisation d'une set-top box. Intégrer un tuner QAM permet la réception gratuite en clair de programmation numérique envoyé « en clair » par les câblo-opérateurs, généralement locaux, les stations de diffusion, la radio par câble canaux, ou dans le cas de prestataires qui ont fait la transition à le faire, d'accès Public de la télévision de la TÉLÉVISION par câble canaux. Les canaux qui sont brouillés varient grandement d'un endroit à l'autre et peuvent changer au fil du temps ; la majorité des chaînes numériques sont brouillées parce que les fournisseurs considèrent comme des extra-coûts des options et ne font pas partie « de l'offre de câble basique ». La FCC exige que tous les nouveaux téléviseurs vendus aux États-Unis incluent un tuner ATSC, mais il n'y a pas d'exigences pour QAM paramétrage de la fonctionnalité.